# Chris Lewington
Christopher John Lewington (23 tháng 8 năm 1988) là một thủ môn người Anh.Hiện anh đang thi đấu cho Colchester United F.C..